# Carl Knebel
Carl Knebel (* 14. Oktober 1839 in Kreuznach; † 18. August 1898 in Köln) war ein deutscher Verwaltungsjurist und Abgeordneter.

## Leben
Carl Knebel wurde als Sohn des Pädagogen und Philologen Heinrich Knebel geboren. Nach dem Abitur 1857 am Friedrich-Wilhelm-Gymnasium in Köln studierte er  zunächst an der Rheinischen Friedrich-Wilhelms-Universität Bonn und der Ruprecht-Karls-Universität Heidelberg Rechtswissenschaft. 1858 wurde er Mitglied des Corps Guestphalia Heidelberg. Als Inaktiver wechselte er an die Friedrichs-Universität Halle und die  Friedrich-Wilhelms-Universität zu Berlin. Er wurde 1860 Auskultator am Landgericht Köln und diente als Einjährig-Freiwilliger im Infanterie-Regiment „von Lützow“ (1. Rheinisches) Nr. 25. Anschließend absolvierte er bei der Regierung in Köln das Regierungsreferendariat. Anfang 1866 bestand er das Regierungsassessor-Examen. Er nahm am Deutschen Krieg als Reserveoffizier teil und kämpfte in der Schlacht bei Königgrätz.
Knebel wurde 1867 Landrat des Kreis Zell (Mosel). Ende August 1870 wurde er Unterpräfekt beziehungsweise Kreisdirektor des Kreises Saarburg im Bezirk Lothringen, wobei er im Amt des Landrats des Kreises Zell verblieb und lediglich kommissarisch vertreten wurde. Anfang 1872 kehrte er nach Zell zurück. Im Juni 1875 wechselte er als Landrat in den Landkreis Merzig, wo er bis zum Ende des Jahres 1890 im Amt war. Anschließend lebte er in Köln und Beckingen.
Seit Beginn der 12. Legislaturperiode 1873 bis 1898 war Knebel als Vertreter der Nationalliberalen Partei vom Wahlkreis 4 (Kreuznach, Simmern, Zell) im Regierungsbezirk Koblenz gewählter Abgeordneter zum Preußischen Abgeordnetenhaus. Zeitweilig war er auch Mitglied des Rheinischen Provinziallandtags.

## Ehrungen
- Charakter als Geheimer Regierungsrat